# Ludwik Stefański

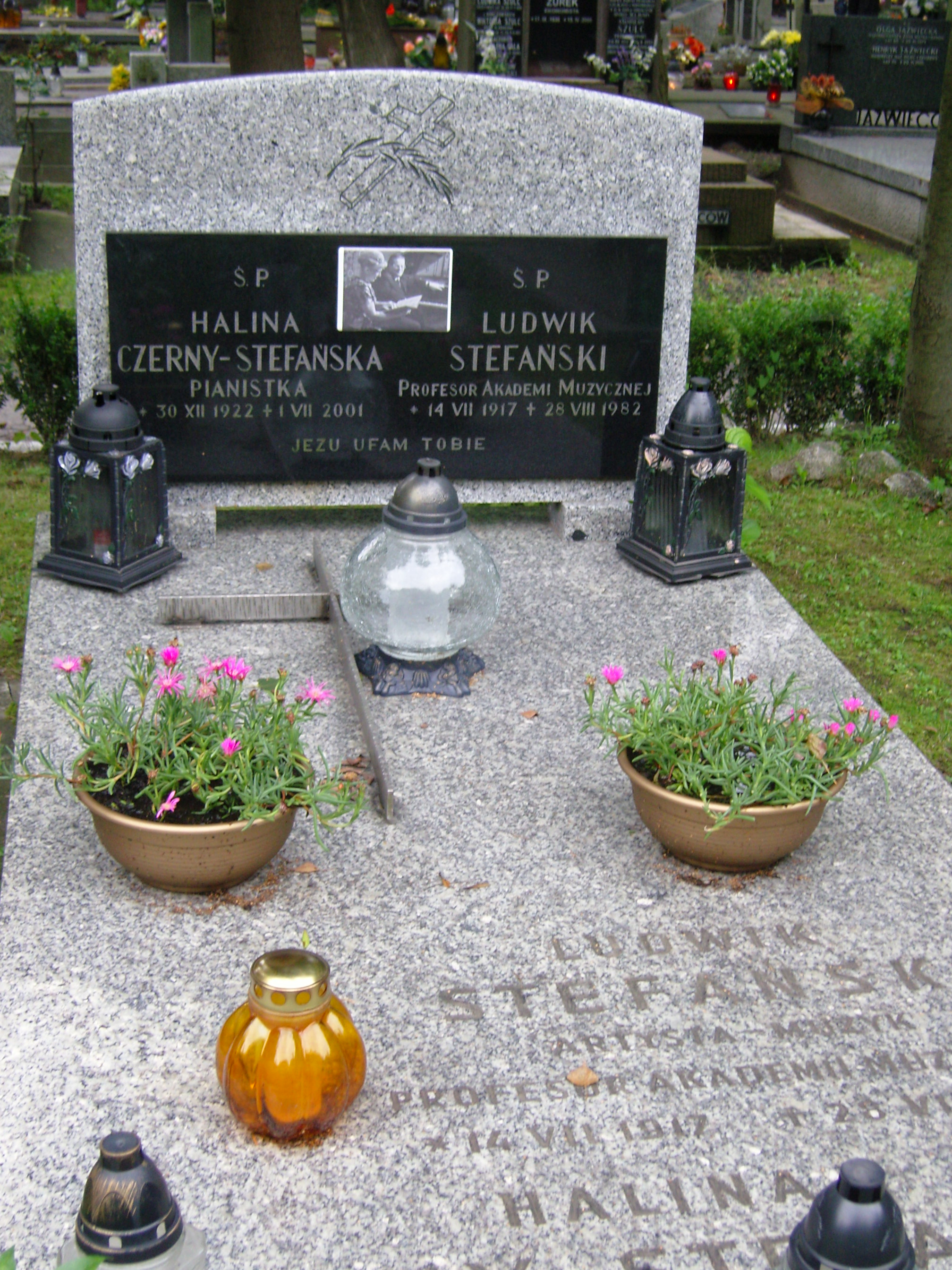
Grób Ludwika Stefańskiego i jego żony na cmentarzu Rakowickim

Ludwik Stefański (ur. 14 lipca 1917 w Krakowie, zm. 28 sierpnia 1982 tamże) – polski pianista, pedagog.

## Życiorys
Był jednym z muzycznego rodzeństwa (Krystyna – skrzypaczka, Tadeusz – pianista i kompozytor, Stanisław – wiolonczelista, Mikołaj – pianista, organista).
W latach 1932–1934 wraz ze swoim rodzeństwem, przebywał na stypendium we Włoszech, gdzie uczył się gry na fortepianie u Nino Rossiego i kompozycji u Cezare Nordio. W 1938 wraz z rodziną powrócił do kraju. W czasie wojny występował na tajnych koncertach i udzielał lekcji gry na fortepianie. Po wojnie uczył w Liceum Muzycznym i koncertował w duecie z żoną, pianistką Haliną Czerny-Stefańską występując w kraju i za granicą. Od 1948 r. aż do śmierci był wykładowcą Akademii Muzycznej w Krakowie. W 1970 r. otrzymał tytuł profesora. Prowadził kursy mistrzowskie w Europie i Japonii. Jego uczniami byli m.in.: Kazimierz Kord, Krzysztof Penderecki, Krzysztof Missona, Bogusław Schaeffer, Jerzy Łukowicz, Stefan Wojtas, Maria Rydzewska, Kevin Kenner, Ludmiła Weber-Zarzycka, Leszek Bartkiewicz, Jerzy Stryjniak, Małgorzata Jaworska, Ikuko Endō, Okitaka Uehara, Ewa Bukojemska.
W 1980 został uhonorowany Nagrodą Miasta Krakowa za „upowszechnianie kultury muzycznej i pracę pedagogiczną”.
Był interpretatorem dzieł W.A. Mozarta i L. van Beethovena oraz Fryderyka Chopina. W latach 60. XX wieku nagrywał dla Polskich Nagrań oraz Polskiego Radia. W Akademii Muzycznej w Krakowie jest sala jego imienia; odbywa się także Konkurs dla młodych pianistów w Płocku im. Haliny Czerny-Stefańskiej i Ludwika Stefańskiego.
Został pochowany w alei zasłużonych krakowskiego cmentarza Rakowickiego (kwatera LXIX pas A-I-13).

## Dyskografia
- Chopin – Dzieła wszystkie – Ronda i inne, Halina Czerny-Stefańska i Ludwik Stefański, Muza SX0077 (1960)[3]
- Chopin – Dzieła wszystkie – Polonezy młodzieńcze op. posth., Halina Czerny-Stefańska i Ludwik Stefański, Muza SX0078